# Uniegoszcz (gmina)

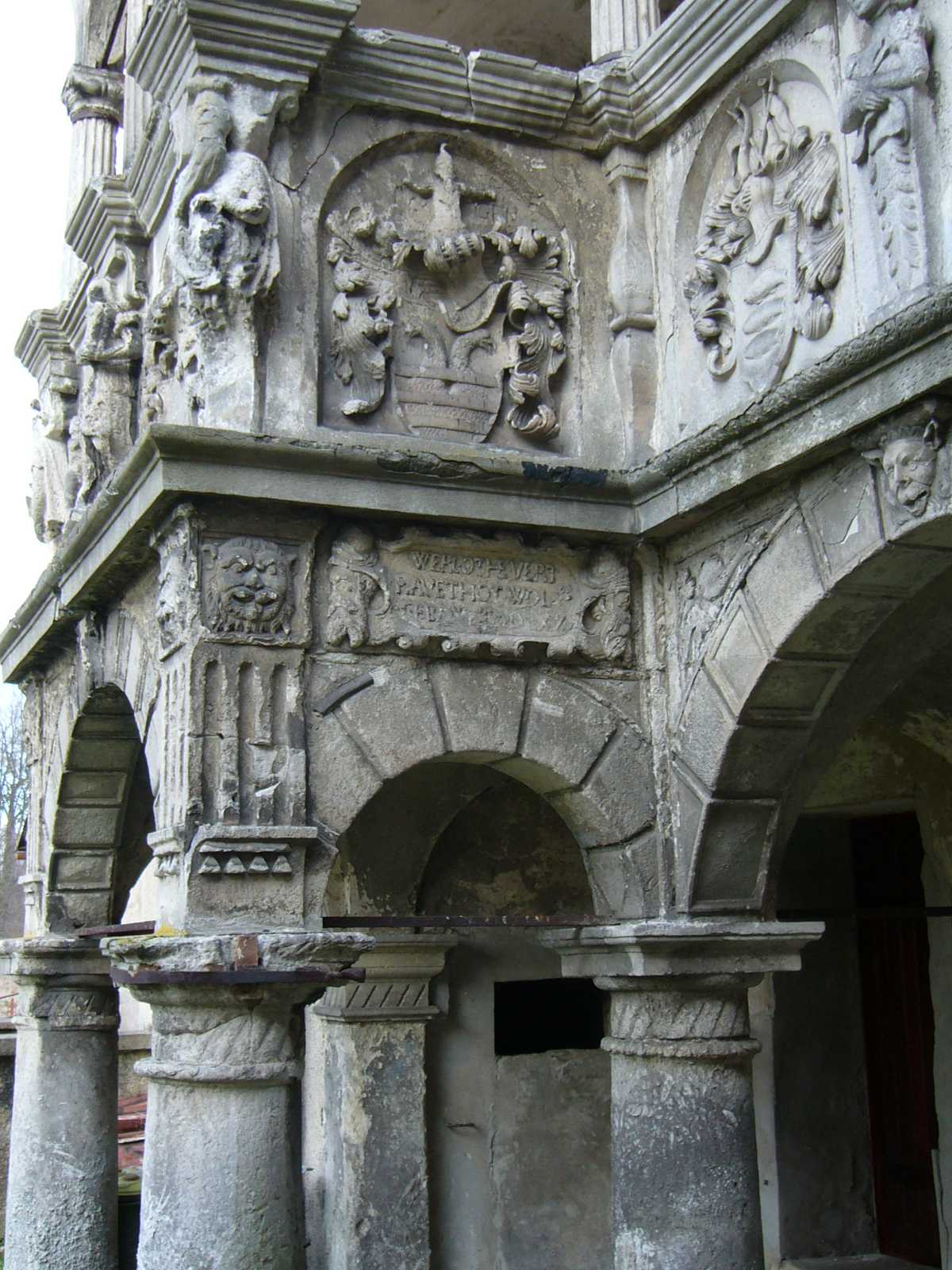
Renesansowe krużganki w Nawojowie Łużyckim

Uniegoszcz – dawna gmina wiejska istniejąca w latach 1945–1954 w województwie wrocławskim (dzisiejsze województwo dolnośląskie). Siedzibą władz gminy była Uniegoszcz.
Gmina Uniegoszcz powstała po II wojnie światowej na terenie Ziem Odzyskanych (II okręg administracyjny – Dolny Śląsk). 28 czerwca 1946 gmina – jako jednostka administracyjna powiatu lubańskiego – weszła w skład nowo utworzonego województwa wrocławskiego.
Według stanu z 1 lipca 1952 gmina składała się z 5 gromad: Nawojów Łużycki, Nawojów Śląski, Radogoszcz, Radostów Górny i Uniegoszcz. Gmina została zniesiona 29 września 1954 wraz z reformą wprowadzającą gromady w miejsce gmin. Jednostki nie przywrócono 1 stycznia 1973 wraz z kolejną reformą reaktywującą gminy.